# Martin Gjeding
Martin Gjeding (født 17. oktober 1974) er en dansk håndbolddommer, debuterede som dommer i 1. division i 2000 og i ligaen i 2001. Pr. juli 2011 har han dømt 160 ligakampe, 30 1. divisionkampe og 115 internationale kampe. Han har dømt (semi)finalerne i Cup Winner's Cup 2008, VM-semifinale 2007, EM Herre-U 2006 og EM Dame-U 2004. Han blev også udtaget til at dømme ved kvinde-VM i 2011 sammen med Mads Hansen. 
Mads Hansen og Martin Gjeding har været til OL tre gange. De var udtaget til OL 2020. I 2016
Mads Hansen og Martin Gjeding har flere gange været nomineret til verdens bedste dommerpar. Den titel har de vundet to gange. I 2019 blev de nummer 2. [kilde mangler]